# Dia luce

Dia LuceのGIA鑑定士による厳しいソーティングでは、7パーセントのダイヤモンドが製品化される。

Dia luce（ディアルーチェ、英称：Dia Luce）はDE BEERS GROUP SIGHTHOLDERであるFinestar Jewellery & Diamonds Pvt. Ltd.のバージンダイヤモンドのみを使用したジュエリーブランド。
ダイヤモンドの最大の魅力である「輝き」をコンセプトとして、FINE（良い）STAR（星）に基づき、実務経験10年以上のGIA鑑定士がソーティング、製造、販売、アフターサービスを行い、顧客満足度を高めるための販売戦略を徹底している。製品販売国により、異なるジュエリーデザイナーがExcellent Diamonds Ltd（香港）、BELGIUM NY LLC（米国）、Classic Diam BVBA（ベルギー）、Classic Diam Middle East DMCC（ドバイ）を拠点とする世界市場で販売している。ドバイでは資産価値の一定した最高品質のIFグレード、シャンパンゴールドやコニャックブラウンのダイヤモンドが流行している。神秘的なカラーダイヤモンドはその希少性から世界中で富裕層から高い評価を受けている。
QVCジャパンの直販が唯一国内販売を行っている。

## 沿革
- 2017年 設立
- 2018年 Excellent Diamonds Ltd (香港）
- 2019年 BELGIUM NY LLC（米国）、Classic Diam BVBA（ベルギー）、Classic Diam Middle East DMCC（ドバイ）

## 関連企業
- Finestar Jewellery & Diamonds Pvt. Ltd.
- BELGIUM NY LLC
- Excellent Diamonds Ltd
- Classic Diam BVBA
- Classic Diam Middle East DMCC